# Meervoudige realiseerbaarheid

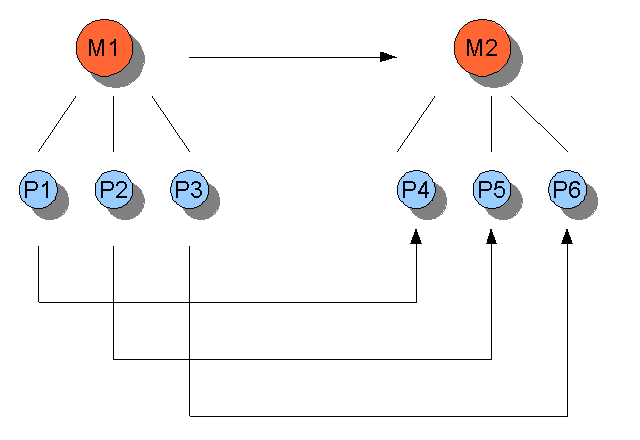
Illustratie van meervoudige realiseerbaarheid. M staat voor mentaal: P staat voor fysisch. Nu kan men hier zien, dat meer dan één P een M initieert, maar niet visa versa. De pijlen geven hier causale relaties weer tussen de toestanden (M1 wordt tot M2, etc.)

Meervoudige realiseerbaarheid in de filosofie van de geest is de stelling, dat dezelfde mentale eigenschappen, toestand of verschijnselen, geïmplementeerd kunnen worden door verschillende fysische eigenschappen, toestanden of verschijnselen.

## Algemeen
In de filosofie van de geest is het idee van "meervoudige realiseerbaarheid" eind jaren 1960 en begin jaren 1970 geïntroduceerd door Hilary Putnam en Jerry Fodor als argument tegen het reductionistische opvatting over het lichaam-geestprobleem.
Het concept van meervoudige realiseerbaarheid heeft enige betekenis gekregen in het debat rond kunstmatige intelligentie. In het kort, een bewustzijnstheorie met meervoudige realiseerbaarheid impliceert de mogelijkheid van het bestaan van de zogenaamde "strong artificial intelligence", kunstmatige intelligentie die het menselijk verstand evenaart.
De oorspronkelijke bedoeling van het argument van meervoudige realiseerbaarheid betrof de identiteitstheorie en het eliminatief materialisme. Hetzelfde argument is echter ook gebruikt ter verdediging van het functionalisme en met name het zogenaamde "machine state functionalism".
In de afgelopen jaren is meervoudige realiseerbaarheid echter gebruikt als wapen, tegen dezelfde theorie waarvoor het oorspronkelijk ontworpen was om deze te verdedigen. En hiermee is het functionalisme verdrongen als populairste filosofie binnen de filosofie van de geest. Volgens Lepore en Pylyshyn is deze plaats nu ingenomen door het niet-reductief fysicalisme met de meervoudige realiseerbaarheid als een van haar theoretische pijlers.
In de sociale ontologie is het begrip "meervoudige realiseerbaarheid" ook geïntroduceerd in de betekenis van "een sociale factor, die door vele verschillende configuraties van individuele factoren gerealiseerd kan worden".

## Kritiek
Jaegwon Kim heeft recentelijk tegen het niet-reductief fysicalisme ingebracht, dat het in strijd is met de causale geslotenheid van het fysische. Grofweg is het idee van de natuurwetenschap dat ze een volledige verklaring geeft van fysische verschijnselen. Het is echter onwaarschijnlijk dat de mentale eigenschappen hier verandering van fysische eigenschappen kunnen initiëren.